# ぶ〜け
『ぶ〜け』は、集英社が1978年から2000年まで発行していた少女漫画誌。「ぶ〜け」はbouquet のひらがな表記である。

## 概要
- 1978年 『マーガレット』の妹誌『プチ・マーガレット』と『りぼん』の妹誌『りぼんDX』を母体に創刊（1978年9月号）。“マーガレットをりぼんで束ねてぶ〜け”ということでこの誌名がついた。初めてのA5判少女漫画月刊誌であった。両雑誌に掲載された人気作品が再録されるのが目玉だった。
- 1980年 ぶ〜けコミックスが発刊。
- 1980年 『ぶ〜けデラックス』が創刊。
- 1983年 『ぶ〜けせれくしょん』が創刊。
- 1989年 創刊以来の編集長佐治輝久が、5月号を最後に交代。創刊から休刊までの本誌の、ちょうど半分を担当したことになる。
- 1994年 12月、ぶ〜けマーガレットコミックススタート。マーガレットコミックス(MC)へのレーベル統合が始まる。
- 1996年 1月号より判型を変更。A5判からB5判へ。レディースコミック的な内容の漫画が増えてくる。
- 1999年 『りぼん』との共同編集（ただし編集長は『ぶ〜け』の編集長が務めた）で、増刊『Cookie』が創刊。
- 2000年 3月号限りで事実上廃刊。これに伴い『Cookie』が月刊誌に昇格（2000年7月号から）。

## 主な掲載作品
- 有吉京子 「ニジンスキー寓話」
- 岩館真理子 「子供はなんでも知っている」
- 内田善美 「星の時計のLiddell」「草迷宮・草空間」
- 笈川かおる 「へへへの方程式」「コリンとグレィシリーズ」
- 逢坂みえこ 「永遠の野原」
- 稚野鳥子 「天国の花」「クローバー」
- 清原なつの 「花図鑑」
- 倉持知子 「青になれ!」
- 耕野裕子 「あの頃に逢いたい」「ラバー・ソウル」「CLEAR-クリア-」
- 鈴木志保 「船を建てる」
- 竹坂かほり 「空のオルガン」
- なかはら桃太 「東京BATSU天国」「Angel Baby Cupid」「LOOSE」
- 原田妙子 「彼とお金とミルフィーユ」「Chu・Chu・Chu」
- 松苗あけみ 「純情クレイジーフルーツ」「山田くんと佐藤さん」
- 水樹和佳 「樹魔・伝説」「イティハーサ」
- 三岸せいこ「ヴィクトローラきこゆ」
- 水星茗 「エチエンヌシリーズ」
- 桃栗みかん 「あかねちゃんOVER DRIVE」
- 遊知やよみ 「福家堂本舗」
- 吉野朔実 「少年は荒野をめざす」「ジュリエットの卵」「いたいけな瞳」「恋愛的瞬間」

## ぶ〜けデラックス
『ぶ〜けデラックス（ぶ〜けDX）』は、『ぶ〜け』の増刊雑誌として1981年に創刊された。不定期刊。全68冊。
2000年『ぶ〜け』が休刊した後も『Cookie』増刊として発行されたが、同年AUTUMN号を最後に休止、2001年から『クッキーボックス（Cookie BOX）』が発行されるようになった。

## ぶ〜けせれくしょん
『ぶ〜けせれくしょん』は、それまでに発表された漫画作品のアンソロジーや漫画家についての特集などを収めた雑誌。1983年から7冊刊行された。
第1号は1983年、第2号（内田善美特集号）は1984年、第3号（水樹和佳特集号）・第4号（松苗あけみ特集号）は1985年、第5号（吉野朔実特集号）は1987年、第6号は1989年、第7号は1990年に発行。